# Daniel Alexandersson
Daniel Alexandersson (* 3. Dezember 1978) ist ein ehemaliger schwedischer Fußballspieler. Der jüngere Bruder des mehrfachen Nationalspielers Niclas Alexandersson wurde 2006 mit dem IF Elfsborg schwedischer Meister. Lennart Alexandersson, der Vater der beiden Brüder, war in den 1970ern als Profi aktiv.

## Werdegang
Alexandersson kam über Vessigebro BK und Falkenbergs FF zum Halmstads BK, wo er 1998 in der Profimannschaft debütierte. 2000 wurde er für einige Zeit nach Dänemark an Viborg FF verliehen, kehrte aber nach Schweden zurück, um seine Karriere bei Falkenbergs FF fortzusetzen. 2002 stieg er mit dem Klub in die Superettan auf, wo er in der Spielzeit 2003 elf Tore erzielen konnte.
IF Elfsborg holte Alexandersson 2004 in die Allsvenskan. In seiner Debütsaison war er noch Ergänzungsspieler und stand nur in sechs Partien in der Startelf. Ab der Spielzeit 2005 konnte er sich in der Mannschaft etablieren und erzielte sieben Saisontore. Mit vier Toren in 25 Spielen trug er in der Spielzeit 2006 zum fünften schwedischen Meistertitel in der Vereinsgeschichte von IF Elfsborg bei. Im folgenden Frühjahr lief er zudem im erstmals ausgetragenen Supercupen auf, der nach einem Tor von James Keene durch einen 1:0-Erfolg gegen den Pokalsieger Helsingborgs IF gewonnen wurde.
Am 12. Dezember 2007 unterschrieb er einen Dreijahresvertrag beim amtierenden Meister IFK Göteborg, wo bereits sein Bruder Niclas unter Vertrag stand. Im März wirkte er als Einwechselspieler beim Supercupen mit und durch einen 3:1-Sieg über Kalmar FF konnte er sich ein zweites Mal in die Siegerliste eintragen. Bei IFK konnte er sich unter anderem verletzungsbedingt keinen Stammplatz erkämpfen und kam in zwei Jahren zu 21 Ligaeinsätzen, wobei er nur sechsmal in der Startelf stand. Daher verließ er den Klub und kehrte im Januar 2010 ein weiteres Mal zu Falkenbergs FF zurück, um für den Klub in der Superettan zu spielen.
In der Zweitliga-Spielzeit 2010 war Alexandersson über weite Strecken der Spielzeit Stammkraft bei FFF, wurde jedoch von kleineren Verletzungen gebremst. Mit zehn Saisontoren war er bester vereinsinterner Torschütze vor Erik Johansson und Stefan Rodevåg und damit einer der Garanten, dass der Verein sich im mittleren Tabellenbereich platzierte.
Im Frühjahr 2011 war Daniel Alexandersson gezwungen seine Profi-Karriere frühzeitig zu beenden, da trotz Operationen und Behandlungen die Schmerzen im Leistenbereich, verursacht durch eine Verletzung, nicht besser wurden. Seitdem arbeitet er im Familienbetrieb, wo Maschinen für den Landwirtschaftsgebrauch verkauft werden.